# 山中信号場
山中信号場（やまなかしんごうじょう）は、かつて日本国有鉄道（国鉄）北陸本線旧線に存在した信号場である。

## 概要
当信号場付近は敦賀市元比田と南越前町山中の境界尾根にある標高約390mの峠の真下の山中トンネル今庄方坑門がサミットとなっており、敦賀側・今庄側の両側とも25‰の下り勾配となっていた。当初は一閉塞区間であったこのサミットの今庄側に引込み線を設置してスイッチバック方式の信号場を設けた。

## 歴史
- 1896年（明治29年）7月15日：国有鉄道 敦賀 - 福井間開通。
- 1919年（大正8年）11月25日：杉津 - 大桐間に山中信号所を開設[1]。
- 1922年（大正11年）4月1日：山中信号場に改称[1]。
- 1962年（昭和37年）
  - 6月9日：北陸トンネル正式開通に先立ち、線路付け替えのため朝ラッシュをもって業務終了。
  - 6月10日：廃止[1][2]。

## 構造
山中トンネル今庄方坑門の本線南側に敦賀方引き込み線1本、奥はトンネル状。本線北側に今庄方引き込み線2本。
山中トンネル両坑門には黒田清隆による「功加干時」と「徳垂後裔」の扁額が山中隧道に掲げられていた。長浜鉄道スクエアに保存されている。

## ギャラリー

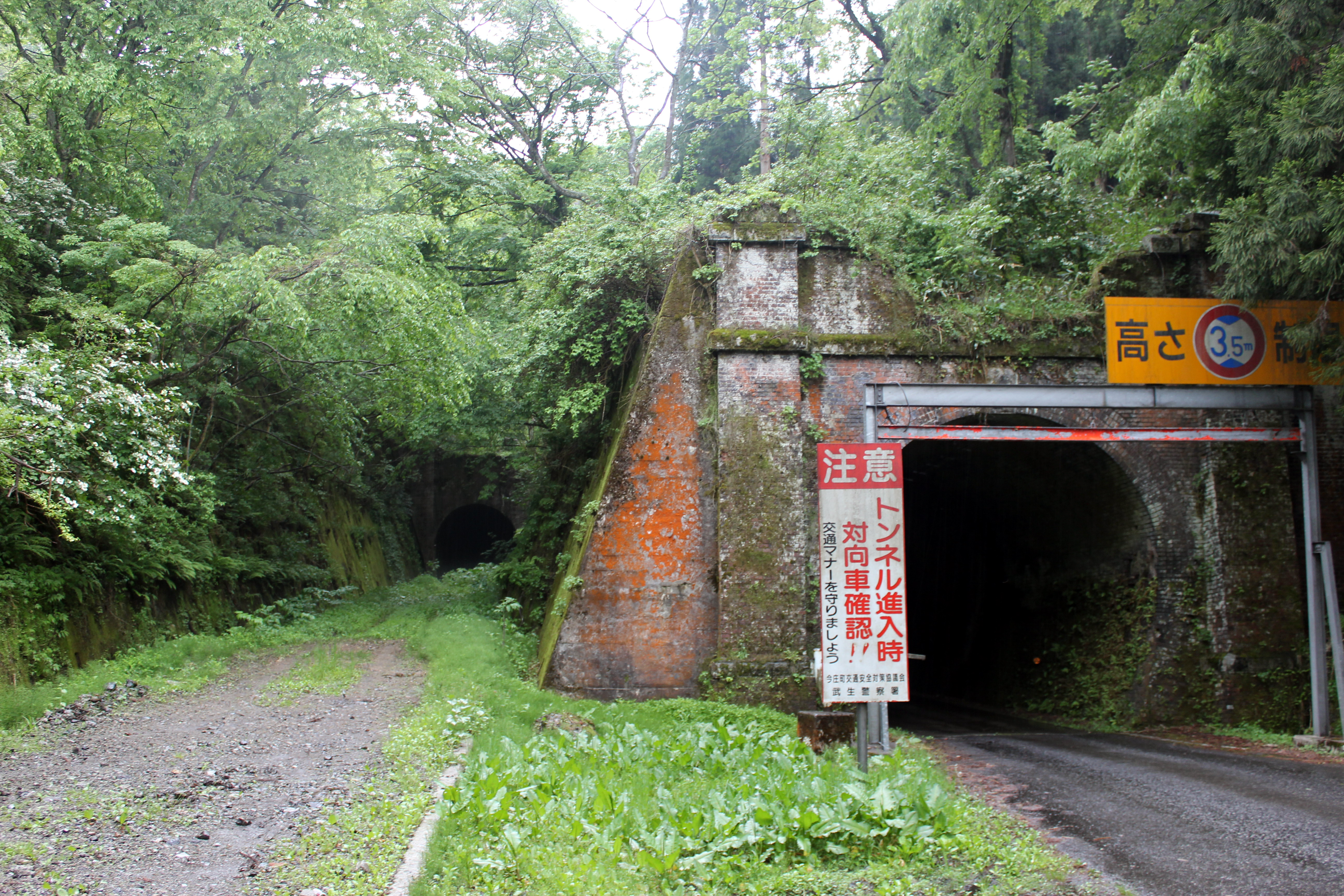
折り返し線用トンネル跡（左側）と山中トンネル（右側）
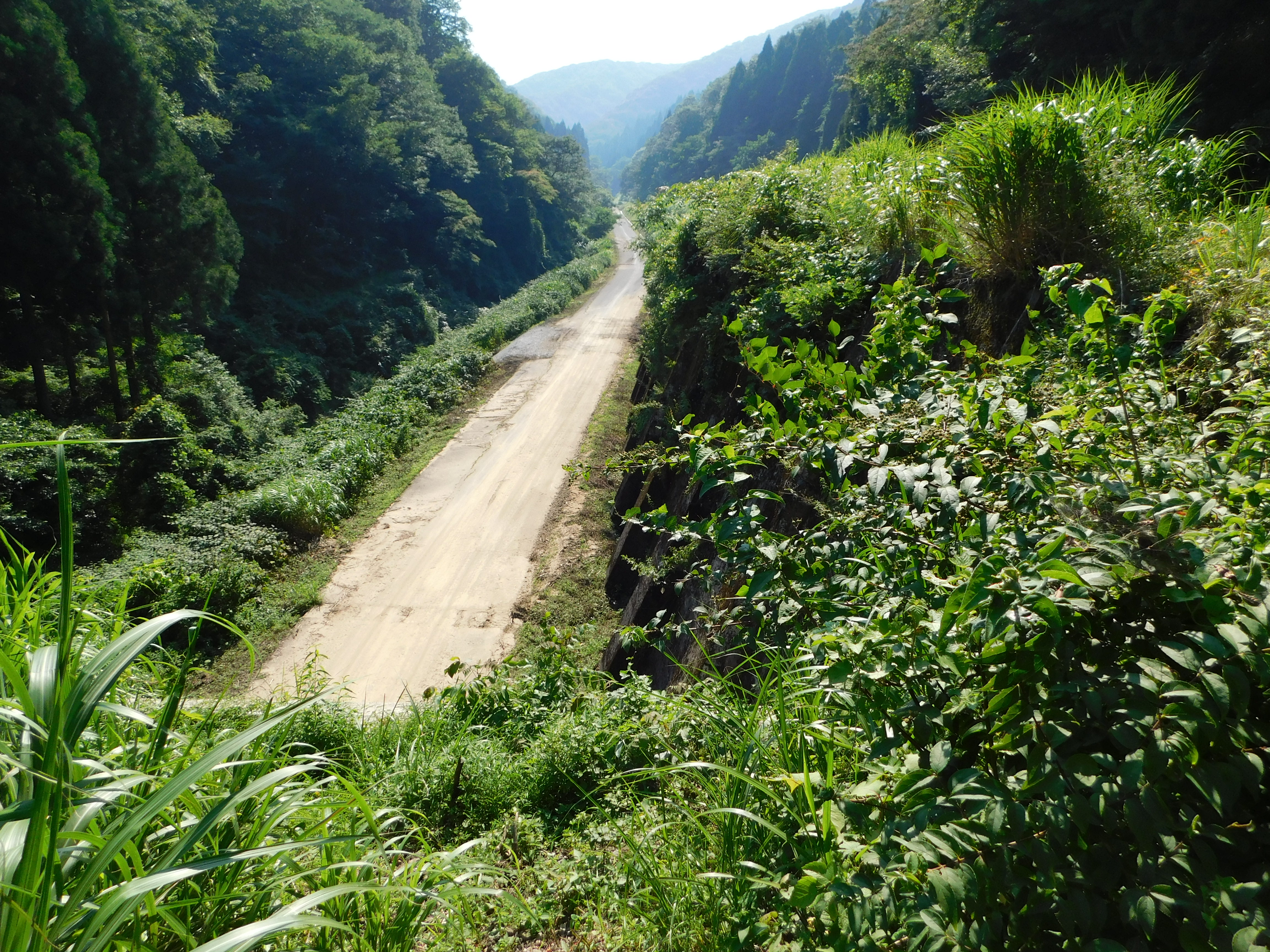
待避線終端付近から山中トンネル方向を望む
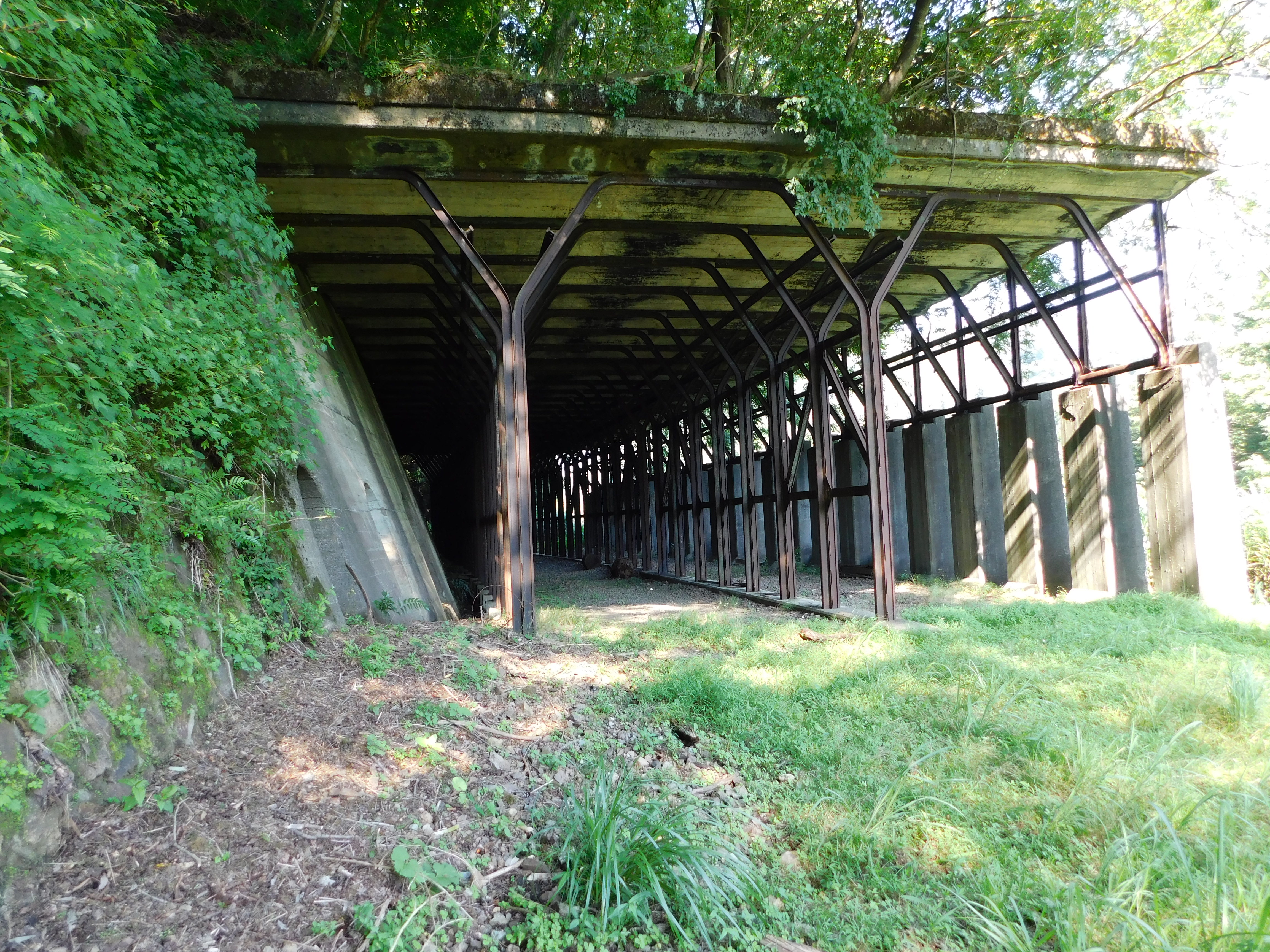
待避線終端にあるロックシェッド
現役時代の当信号場内スイッチバックの様子
現役時代の当信号場内スイッチバックの様子

## 跡地
本線は県道となり、上下引き込み線は更地化された。北側引き込み線は雪よけも残存しているが薮地となりつつある。トンネル附近の集落は廃村となった。
当信号場は2014年（平成26年）に「旧北陸線トンネル群」の一部として、土木学会選奨土木遺産に選ばれた。

## 隣の駅
日本国有鉄道
北陸本線
杉津駅 - 山中信号場 - 大桐駅